# Psectrocladius limbatellus
Psectrocladius limbatellus är en tvåvingeart som först beskrevs av Holmgren 1869.  Psectrocladius limbatellus ingår i släktet Psectrocladius och familjen fjädermyggor. Arten är reproducerande i Sverige. Inga underarter finns listade i Catalogue of Life.